# Orsay (przedsiębiorstwo)

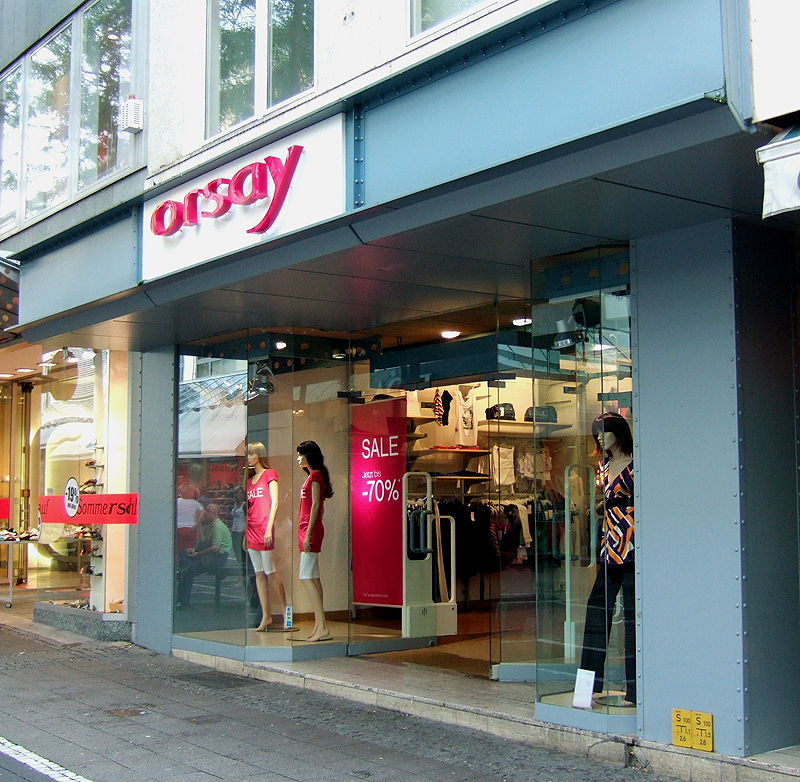
Jeden ze sklepów Orsay

Orsay GmbH – niemieckie przedsiębiorstwo produkujące odzież dla kobiet, należące do francuskiej Association Familiale Mulliez.

## Historia
Przedsiębiorstwo powstało w 1975 w Willstätt (Niemcy). Rozpoczęło działalność od 25 sklepów i 220 pracowników. Pierwszy sklep o powierzchni handlowej 70m² otwarto w Karlsruhe. W latach 1978–1980 powstała centrala ORSAY w Willstätt-Eckartsweier. Po 10 latach liczba sklepów wzrosła do 58, po 20 latach do 193, a po 30 latach sklepów było już ponad 400. Nowa siedziba centrali została wybudowana w 1992 roku w Willstätt-Sand, gdzie centrala ORSAY znajduje się do dziś.

## Marka Orsay w Polsce
Pierwszy sklep w Polsce otwarty został w 1997 w Czeladzi. W wyniku sukcesu pierwszego sklepu zbudowany został oddział we Wrocławiu dla krajów Europy Środkowo-Wschodniej (2002). 
W czerwcu 2022 w wyniku niewypłacalności spółki, ta podjęła decyzję o wycofaniu się z tego rynku. W Polsce do tego momentu działało ok. 130 sklepów Orsay w 45 miastach. Także w Niemczech, macierzystym rynku sieci, połowa działających do tego momentu sklepów została zamknięta. 